# Komplex von San Firenze
Der Komplex von San Firenze (italienisch Complesso di San Firenze), der sich an der Piazza San Firenze befindet, ist eines der seltenen Beispiele des späten Barocks im Zentrum von Florenz. Mit Ausnahme der Kirche San Filippo Neri waren die Gebäude lange Zeit von den Gerichts- und Justizbehörden belegt. Nach der Verlegung in den Justizpalast in Novoli steht der Komplex wieder der Gemeinde als Eigentümer zur Verfügung und einige Räume wurden für gelegentliche Veranstaltungen genutzt. Seit Juli 2017 beherbergt es das Centro internazionale per le arti dello spettacolo Franco Zeffirelli, welches das gesamte künstlerische und kulturelle Erbe des Meisters sammelt.

## Geschichte
1640 erhielten die Philippiner-Pater, die aus Rom nach Florenz kamen, als Geschenk von Papst Urban VIII. das Gebiet, das sich von der Piazza San Firenze zwischen dem Borgo dei Greci, der Via dell’Anguillara und der Via Filippina (die später ihren Namen erhielt) erstreckt.
Zu diesem Gebiet gehörte neben den Türmen und Palästen auch die bereits 1174 erwähnte Kirche San Firenze (Name abgeleitet von San Fiorenzo). Die Philippiner wollten einen großen Komplex – mit Kloster, Kirche und Oratorium – schaffen, das dem florentinischen Ordensgründer und 1622 heiliggesprochenen Philipp Neri gewidmet sein sollte, der einer der Protagonisten der Gegenreformation war.
Im Jahr 1645 beauftragten die Pater Pietro da Cortona, einen der Protagonisten des prächtigen römischen Barock, mit dieser Aufgabe, aber sie erkannten bald, dass das Projekt des großen Künstlers zu ehrgeizig für ihre finanziellen Möglichkeiten war, obwohl sie ein großzügiges Vermächtnis vom 1648 verstorbenen Giuliano Serragli erhalten hatten. So ging der Auftrag nach verschiedenen Korrekturversuchen und Größenänderung 1667 an Pier Francesco Silvani über, der die Kirche entwarf und den Bau leitete.
Nach dem Tod von Silvani im Jahr 1715 schuf Ferdinando Ruggieri, inspiriert von der Kirche San Gaetano auf der Piazza Antinori die Fassade aus Pietraforte. San Firenze Vecchio, die ursprüngliche kleine Kirche, wurde zunächst als Oratorium genutzt, das nach dem Brauch des Ordens von der Kirche getrennt sein musste. Dieses Gebäude wurde jedoch 1772 abgerissen, um an seiner Stelle das neue Oratorium, unter der Leitung von Zanobi del Rosso, zu errichten.
In der Zwischenzeit hatte Giovanni Filippo Ciocchi unter Mitwirkung von Del Rosso zwischen 1745 und 1749 das Kloster gebaut, das sich über den gesamten Block erstreckte und auch Kirche und Oratorium miteinander verband.
Die letzte Arbeit, die das Unternehmen krönte, war die einheitliche Fassade des gesamten Komplexes, die ebenfalls von Zanobi Del Rosso entworfen wurde, jedoch unter Berücksichtigung der bereits bestehenden Kirche, die in eine einheitliche Szenografie eingebunden wurde. Die Anlage wird vom Wappen des Wohltäters der Florentiner Philippiner, Giuliano Serragli, dominiert.
Bis 2012 beherbergte es den Gerichtshof, dann zog er in das neue Gerichtsgebäude in Novoli um. Das Gebäude, das sich im Besitz der Stadtverwaltung befindet, wird adaptiert und einige seiner Räume werden für eine Reihe von Ausstellungen, Messen und Veranstaltungen genutzt.

## Dekoration der Kirche

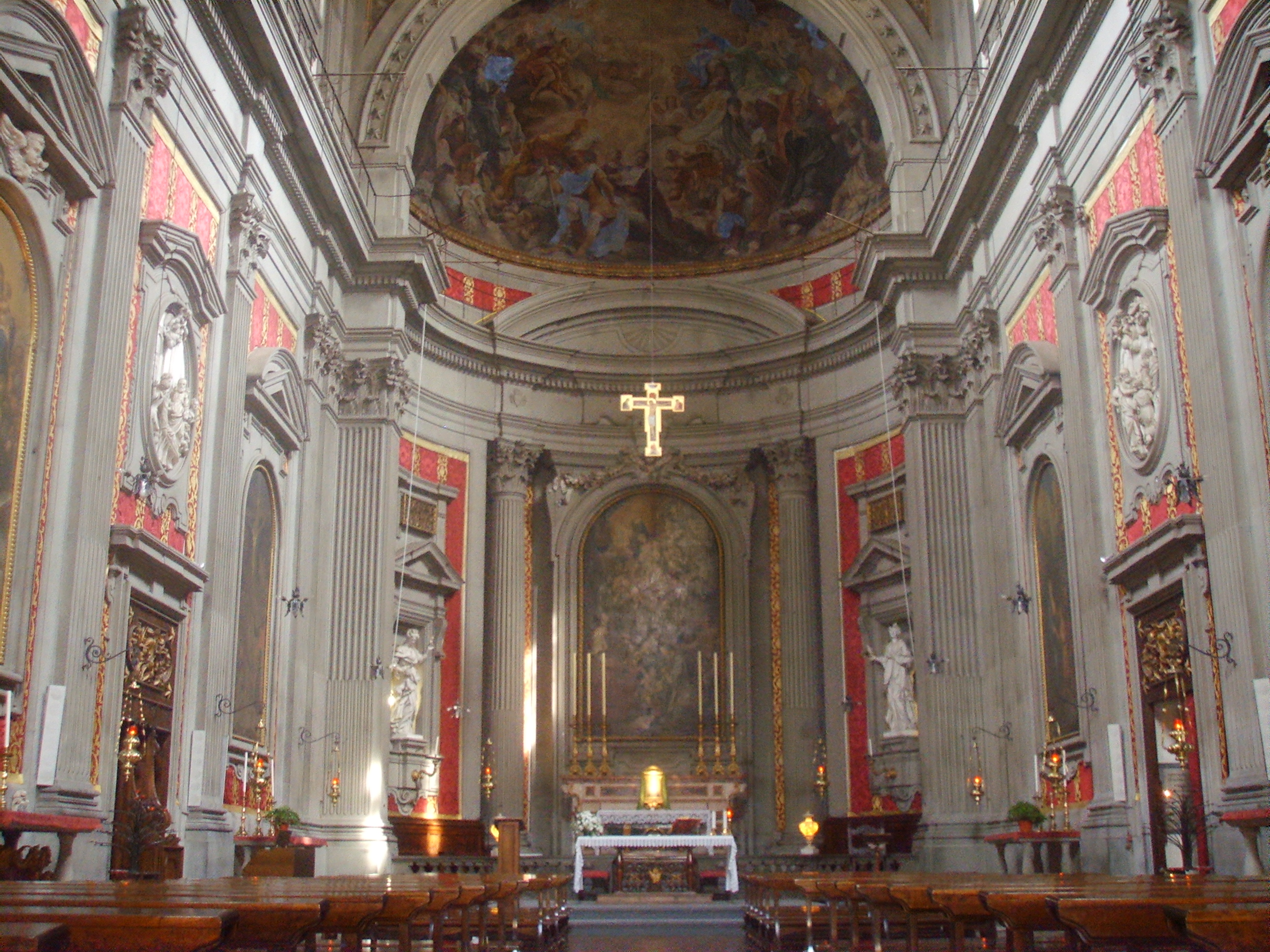
Innenraum der Kirche

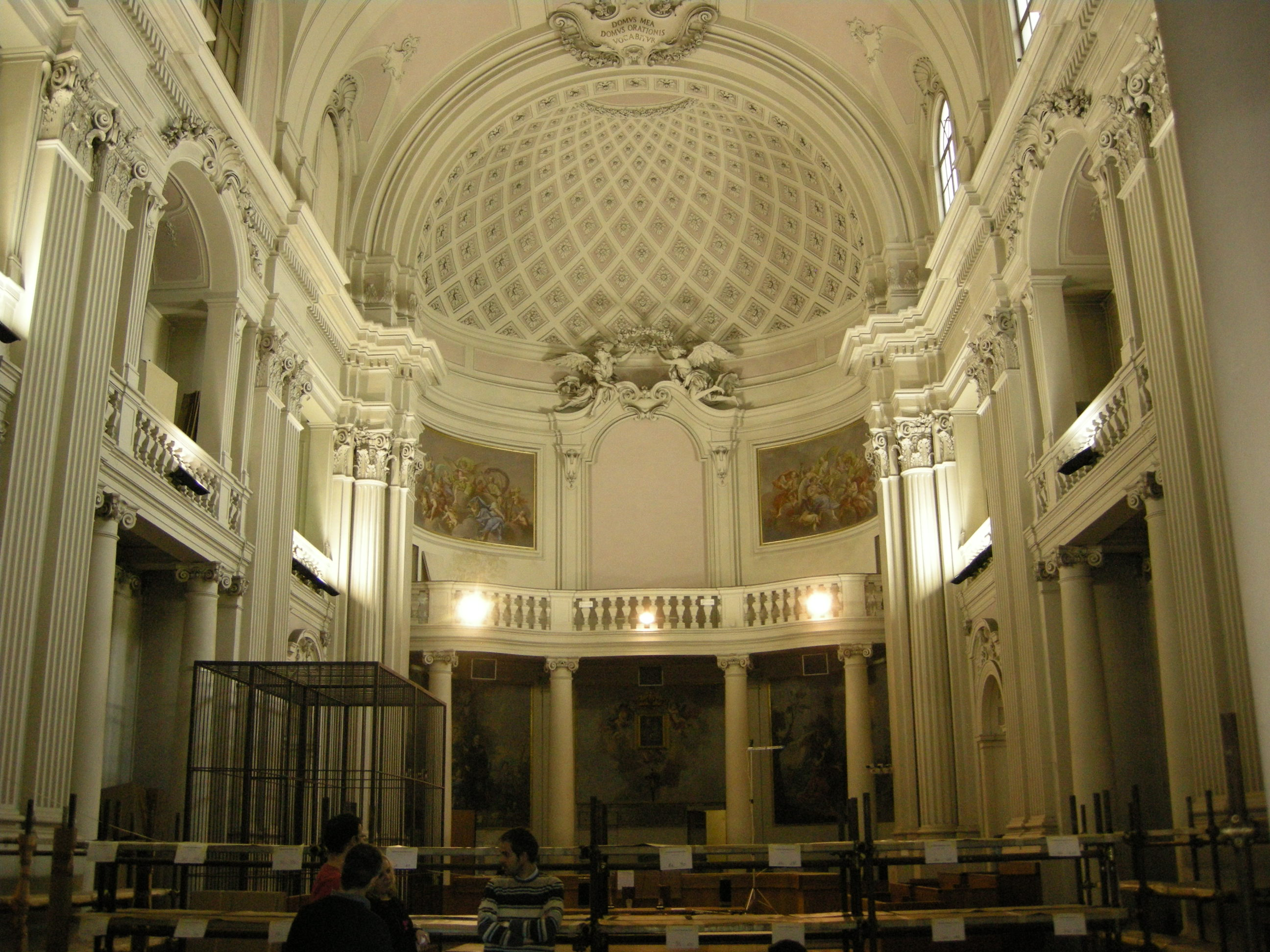
Oratorium

Nach dem Tod von Silvani wurde die Kirche unter der Leitung von Giovacchino Fortini (1715) dekoriert und eingerichtet: die barocke Architektur der Apsis und der Altäre sowie die Statuen des Presbyteriums, welche die Nächstenliebe und die Reinheit darstellen, und die ersten beiden Flachreliefs mit Episoden aus dem Leben des Heiligen Philipp. Marmorstatuen, Skulpturen, Reliefs, Fresken und Gemälde (Werke von Giuseppe Pinzani, Alessandro Gherardini, Antonio Puglieschi, Matteo Bonechi, Anton Domenico Gabbiani) folgen einem einheitlichen Design, um die Kirche zu einer Art Galerie der florentinischen Kunst des 17. und 18. Jahrhunderts zu machen.
Der Hochaltar stammt von Zanobi del Rosso, während zwei Seitenaltäre von Antonio Montaiuti stammen. In der Mitte der Kassettendecke befindet sich ein Gemälde von Giovanni Camillo Sagrestani, der Glorie des heiligen Philipp Neri (1715). In der Halbkuppel der Apsis befindet sich ein großes Fresko von Niccolò Lapi, das die Heilige Dreifaltigkeit mit Aposteln und florentinischen Heiligen darstellt. In der Sakramentskapelle (von Zanobi del Rosso, 1776) befindet sich das Grab von Pietro Bini, einem florentinischen Priester, der die Florentiner Philippiner-Kongregation gegründet hat. Am Altar befinden sich eine Madonna von Carlo Maratta und eine Giovanni Stradano zugeschriebene Tafel; in der kleinen Kuppel sind Fresken von Luigi Sabatelli und seinen Söhnen zu sehen.
Das Oratorium rechts des Komplexes, das bereits als Gerichtssaal genutzt wurde (Deckenfresko mit der Himmelfahrt der Jungfrau Maria von Giuliano Traballesi, datiert 1775), ist das Innere entlang der Seitenwände von Logen und Exedren umgeben, die von eleganten Säulen im ionischen Stil gestützt werden. Es handelt sich um Altarräume, die an die Hauptfunktion des Raumes erinnern, in dem sich die Philippiner-Pater vor allem dem Lobgesang widmeten. Das Oratorium war also eine Art Auditorium für geistliche Musik, die nach den Regeln des Heiligen Philipp Neri eine Hauptbeschäftigung der Pater war, die aus diesem Grund auch „Oratorianer“ genannt wurden.

## Galerie

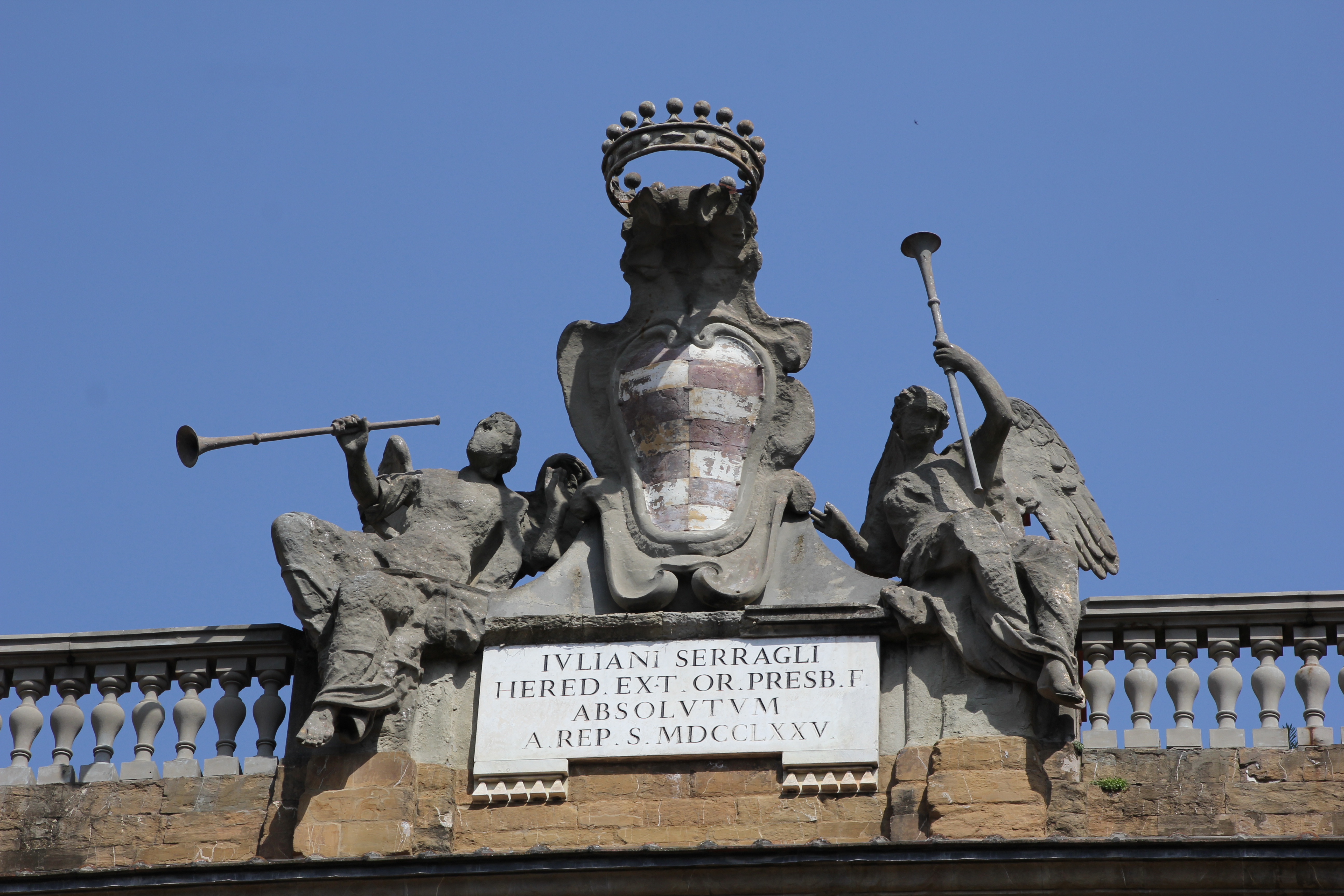
Wappen der Serragli
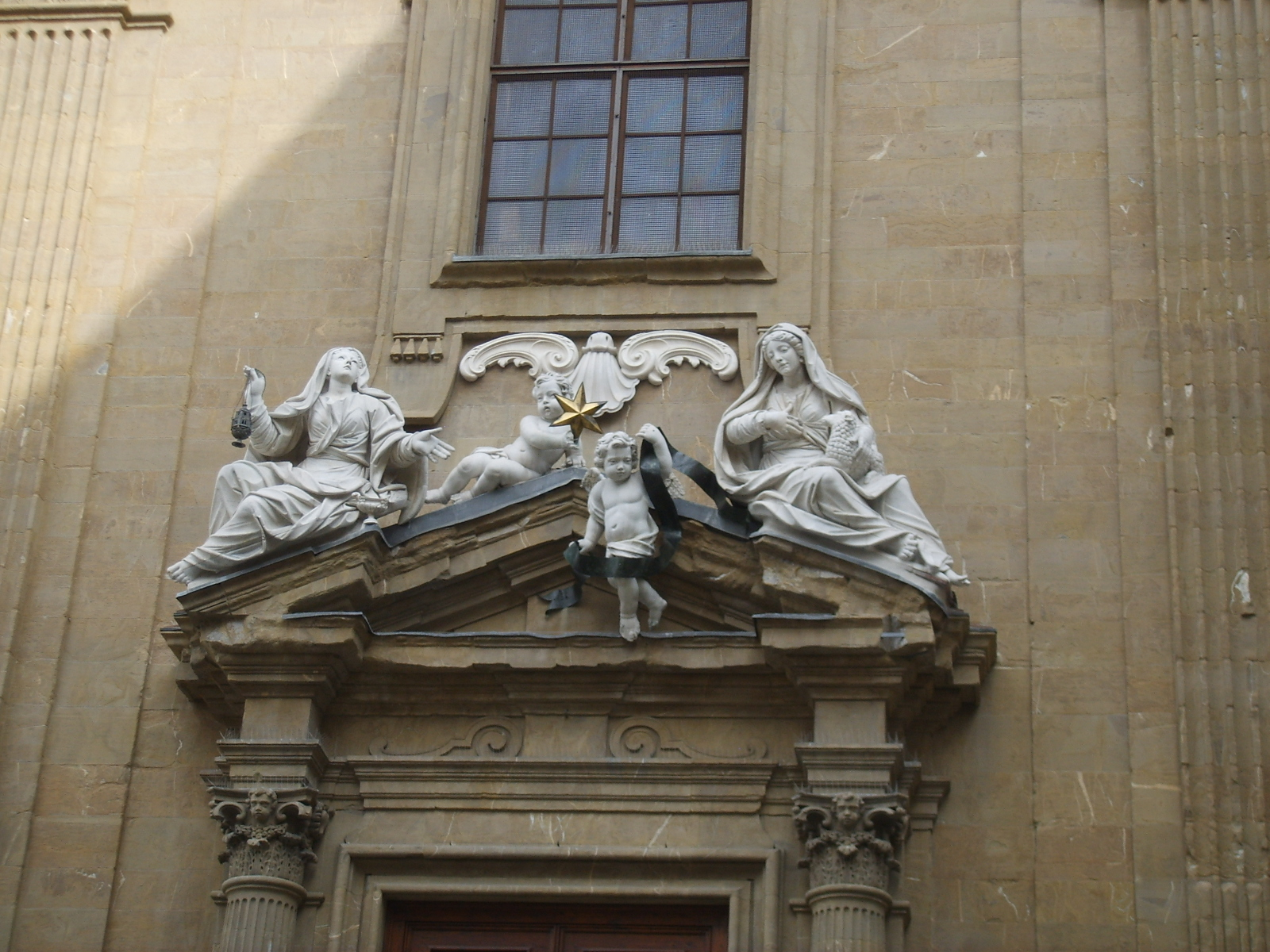
Skulpturengruppe an der Fassade (rechts)
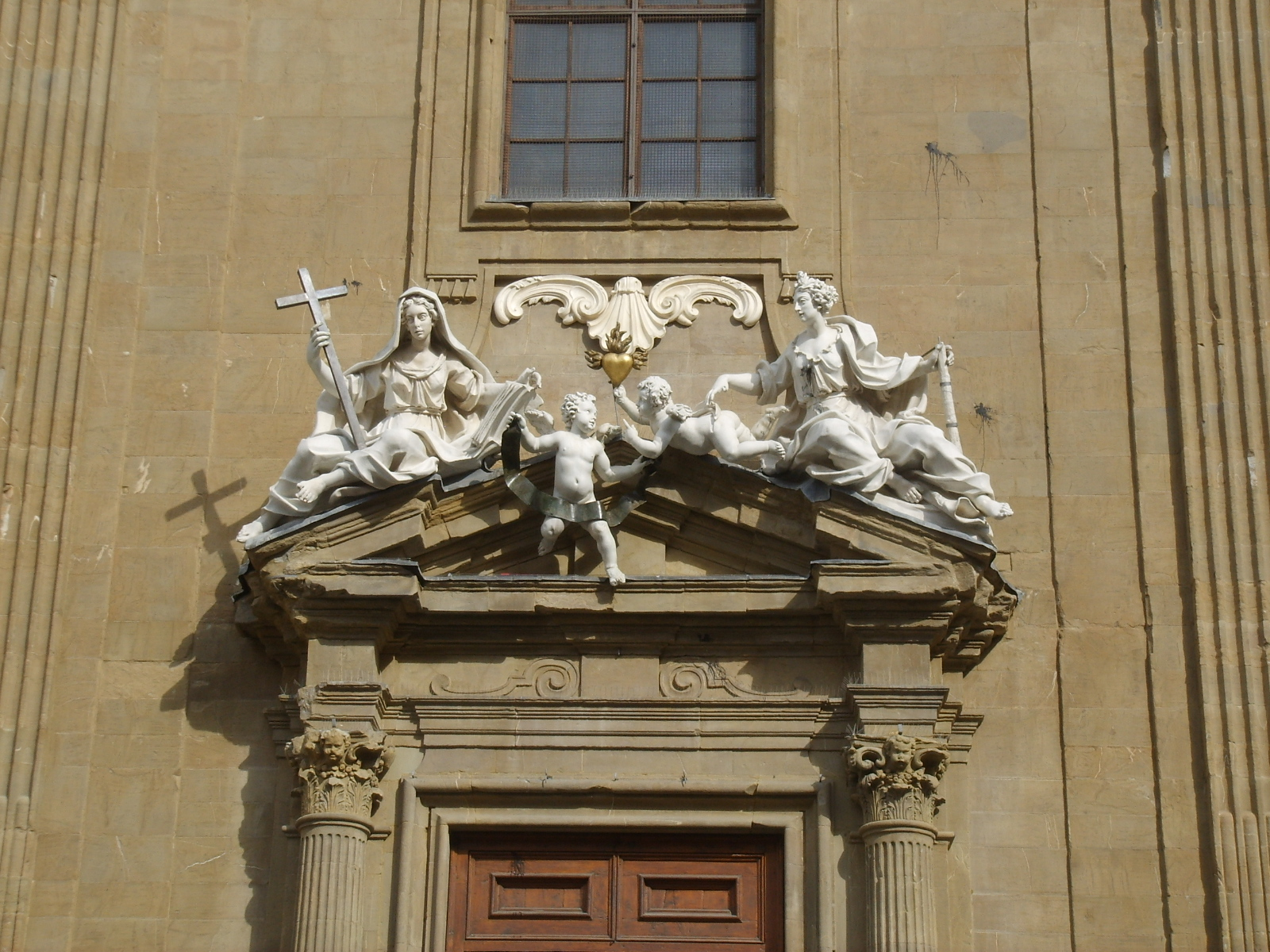
Skulpturengruppe an der Fassade (links)
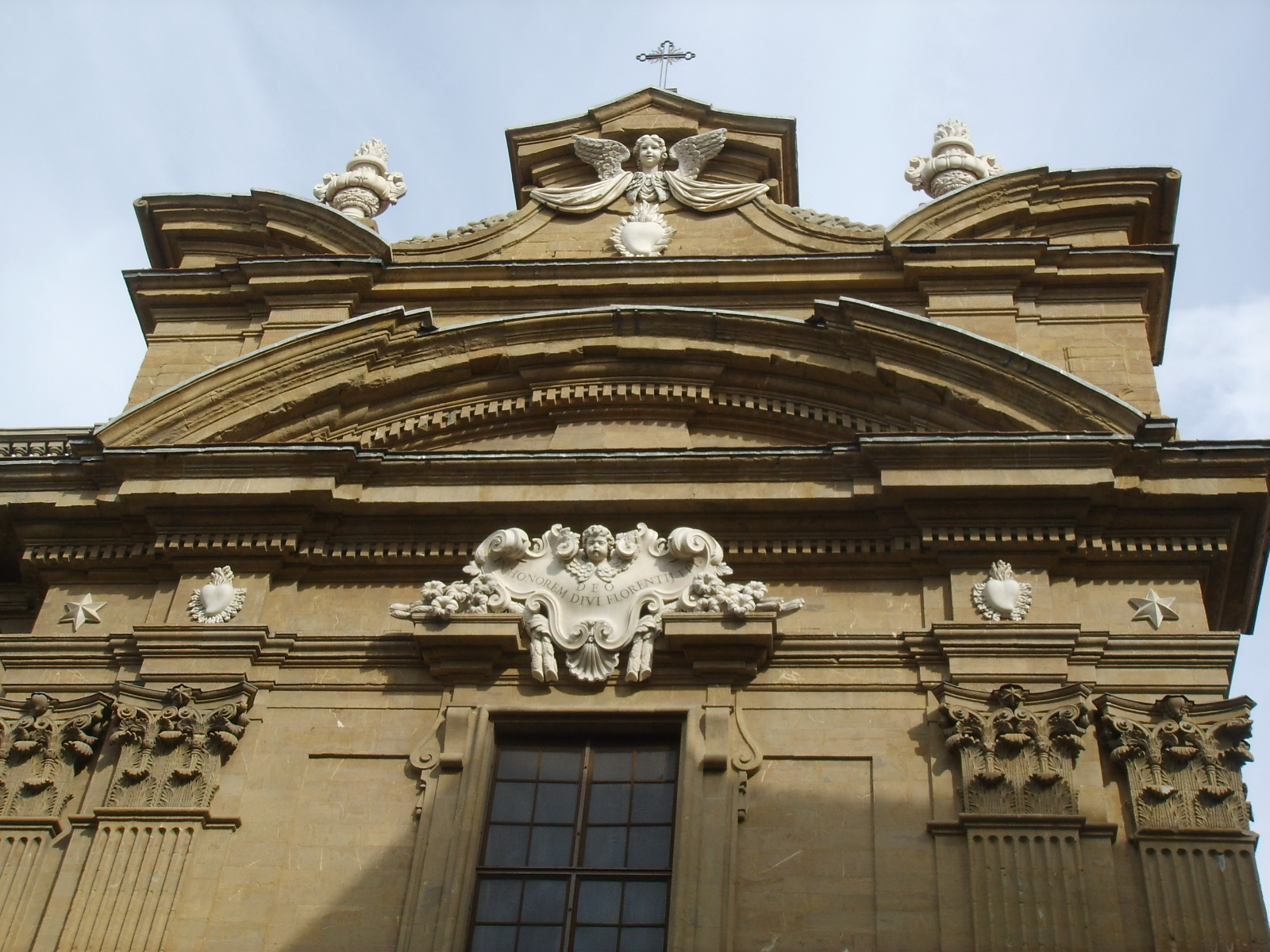
Krönung des rechten Flügels